# Lynda La Plante
Lynda Joy La Plante, nata Titchmarsh (Newton-le-Willows, 15 marzo 1943), è una scrittrice e sceneggiatrice britannica.

## Biografia
Nata Lynda Joy Titchmarsh e cresciuta a Liverpool, negli anni '70 e nei primi '80 ha lavorato come attrice per il teatro e la televisione in serie come L'ispettore Regan, Z Cars e I Professionals.
Nel corso della sua carriera ha ideato, prodotto e sceneggiato numerose serie televisive di successo come Prime Suspecct oltre a scrivere un cospicuo numero di gialli e thriller coronati con la vittoria del Cartier Diamond Dagger alla carriera nel 2024.

## Vita privata
Sposatasi nel 1978 con lo scrittore Richard La Plante, i due hanno divorziato nel 1996. Nel 2004 ha adottato un bambino.

## Opere

### SerieDolly Rawlins
- Widows: eredità criminale (Widows, 1983), Milano, Garzanti, 2018 traduzione di Paola Bertante ISBN 978-88-11-67596-9.
- Widows II (1985)
- She's Out (1995)

### SerieLegacy
- L'eredità (The Legacy, 1987), Milano, Rizzoli, 1989 traduzione di Adriana Dell'Orto ISBN 88-17-67488-5.
- The Talisman (1987)

### SerieSuspect n°1
- Prime Suspect (1991)
- Prime Suspect 2 (1992)
- Prime Suspect 3 (1993)

### SerieJane Tennison
- Tennison (2015)
- Hidden Killers (2016)
- Good Friday (2017)
- Murder Mile (2018)
- The Dirty Dozen (2019)
- Blunt Force (2020)
- Unholy Murder (2021)
- Dark Rooms (2022)
- A Taste of Blood (2023)
- Whole Life Sentence (2024)

### SerieLorraine Page
- Fredda determinazione (Cold Shoulder, 1994), Milano, Garzanti, 1998 traduzione di Maura Parolini e Matteo Curtoni ISBN 88-11-66159-5.
- Sangue freddo (Cold Blood, 1996), Milano, Garzanti, 1999 traduzione di Maura Parolini e Matteo Curtoni ISBN 88-11-66316-4.
- Cuore freddo (Cold Heart, 1998), Milano, Garzanti, 2001 traduzione di Maura Parolini e Matteo Curtoni ISBN 88-11-66245-1.

### SerieTrial And Retribution
- Trial and Retribution (1997)
- Trial and Retribution II (1998)
- Trial and Retribution III (1999)
- Trial and Retribution IV (2000)
- Trial and Retribution V (2002)
- Trial and Retribution VI (2004)

### SerieAnna Travis
- Oltre ogni sospetto (Above Suspicion, 2004), Milano, Garzanti, 2006 traduzione di Maura Parolini e Matteo Curtoni ISBN 88-11-67855-2.
- Dalia rossa (The Red Dahlia, 2006), Milano, Garzanti, 2007 traduzione di Maura Parolini e Matteo Curtoni ISBN 978-88-11-68594-4.
- Taglio netto ('Clean Cut, 2007), Milano, Garzanti, 2008 traduzione di Gianni Pannofino ISBN 978-88-11-66598-4.
- Nessuna identità (Deadly Intent, 2008), Milano, Garzanti, 2009 traduzione di Sara Caraffini ISBN 978-88-11-68161-8.
- Il grido della mantide (Silent Scream, 2009), Milano, Garzanti, 2011 traduzione di Maura Parolini e Matteo Curtoni ISBN 978-88-11-68190-8.
- Profiler (Blind Fury, 2010), Milano, Garzanti, 2012 traduzione di Maura Parolini e Matteo Curtoni ISBN 978-88-11-67041-4.
- Traccia fantasma (Bloodline, 2011), Milano, Garzanti, 2013 traduzione di Vito Ogro ISBN 978-88-11-68469-5.
- Senza sepoltura (Backlash, 2012), Milano, Garzanti, 2014 traduzione di Paola Bertante e Gianni Pannofino ISBN 978-88-11-68746-7.
- Wrongful Death (2013)

### SerieJack Warr
- Buried (2020)
- Judas Horse (2021)

### Altri romanzi
- Bella Mafia (1991)
- Civvies (1992)
- Entwined (1992)
- Framed (1992)
- Seekers (1993)
- The Governor (1995)
- Sleeping Cruelty (2000)
- Royal Flush (2002)
- Twisted (2014)

## Televisione
- Quattro dinamici fratelli (The Kids from 47A) serie TV (1973-1974) (sceneggiatrice)
- Widows serie TV (1983-1985) (creatrice)
- Seekers miniserie TV (1993) (creatrice)
- She's Out serie TV (1995) (creatrice)
- The Governor serie TV (1995-1996) (creatrice)
- Prime Suspect serie TV (1991-2006) (creatrice)
- Framed - La trappola (Framed), regia di Daniel Petrie Jr. film per la TV (2002) (autrice del soggetto)
- Prime Suspect serie TV (2011-2012) (creatrice)
- Prime Suspect 1973 serie TV (2017) (creatrice)

## Filmografia
- Widows - Eredità criminale (Widows), regia di Steve McQueen (2018) (autrice del soggetto)

## Premi e riconoscimenti

### Vincitrice
Cartier Diamond Dagger
- 2024 alla carriera[6]